# Guillaume Leschallier de Lisle

Wappen von Guillaume Leschallier de Lisle

Guillaume Leschallier de Lisle (* 8. Dezember 1971 in Pau, Département Pyrénées-Atlantiques) ist ein französischer römisch-katholischer Geistlicher und Weihbischof in Meaux.

## Leben
Guillaume Leschallier de Lisle studierte Philosophie und Katholische Theologie am Séminaire des Carmes in Paris und an der Päpstlichen Universität Gregoriana in Rom, an der er ein Lizenziat im Fach Dogmatik erwarb. Während seiner römischen Studienzeit war er Alumne des Päpstlichen Französischen Priesterseminars. Am 25. Juni 2000 empfing Leschallier de Lisle das Sakrament der Priesterweihe für das Bistum Meaux.
Leschallier de Lisle war von 2001 bis 2004 als Pfarrvikar in der Pastoralregion Savigny-le-Temple, Cesson, Nandy und Vert-Saint-Denis tätig. Ab 2003 war er zudem Begleiter der an den öffentlichen Schulen tätigen Seelsorger und geistlicher Assistent für die Schulpastoral im Bistum Meaux. Von 2006 bis 2010 wirkte Guillaume Leschallier de Lisle als Begleiter für den diözesanen Katechesedienst. 2008 wurde er zusätzlich Seelsorger in Marne-la-Vallée. Von 2013 bis 2019 war Leschallier de Lisle Verantwortlicher für die Berufungspastoral im Bistum Meaux. Daneben war er zuerst als Pfarrer in solidum in Val d’Europe tätig und ab 2014 als Pfarrer in Melun. 2019 wurde er Bischofsvikar für die Organisation des „Jugend-Familien-Jahres“. Ab 2020 war Guillaume Leschallier de Lisle Generalvikar des Bistums Meaux, Moderator der Diözesankurie und Mitglied des Diözesanvermögensverwaltungsrats sowie Domherr und Rektor der Kathedrale von Meaux. Ferner gehörte er bereits seit 2009 dem Priesterrat und dem Konsultorenkollegium des Bistums Meaux an sowie seit 2018 dem Diözesanpastoralrat und seit 2019 dem Bischofsrat.
Am 15. Oktober 2021 ernannte ihn Papst Franziskus zum Titularbischof von Pisita und zum Weihbischof in Meaux. Der Erzbischof von Paris, Michel Aupetit, spendete ihm am 28. November desselben Jahres in der Kathedrale von Meaux die Bischofsweihe; Mitkonsekratoren waren der Bischof von Meaux, Jean-Yves Nahmias, und der Weihbischof in Lille, Antoine Hérouard. Sein Wahlspruch Duc in altum („Fahr hinaus auf den See“) stammt aus Lk 5,4 .